# Vio-lence
Vio-lence — американская трэш-метал-группа, основанная в 1985 году в Сан-Франциско, относящаяся к так называемой трэш-металлической сцене залива Сан-Франциско (Bay Area thrash metal scene).

## История
Группа выпустила четыре демозаписи, три мини-альбома, три полноформатника, один DVD и два сингла. Последний концерт группы перед распадом состоялся 18 декабря 1993 года в Сан-Франциско.
В начале 2019 года было анонсировано выступление группы с Шоном Киллианом на вокале, ранее перенёсшим операцию по пересадке печени. Концерт состоялся 13 апреля 2019 года, в составе Деммел, Вегас, Делл, Стрикланд, Киллиан. В ходе выступления был полностью исполнен первый альбом коллектива.
В январе 2020 года Рэй Вегас покинул коллектив и его заменил Бобби Густафсон, наиболее известный по работе в Overkill.
В 2020 году группу покидает Дин Делл, на его место приходит Кристиан Олде Волберс, известный по участию в Fear Factory.
4 марта 2022 года, группа в составе Киллиан, Стрикланд, Деммел, Густафсон, Волберс выпускает мини-альбом Let the World Burn состоящий из 5 песен.
В связи с логистическими трудностями, возникшими из-за того что Бобби Густафсон проживал в другом штате и его перелеты на репетиции и концерты становились слишком дорогими для группы, Бобби покидает группу в октябре 2022. Vio-lence рекрутируют Айру Блэк для участия в концертах.
В феврале 2023 года Перри Стркиланд покидает состав Vio-lence, на выступлениях его подменяет Эдриан Агиляр, барабанщик Exmortus.
11 февраля 2024 года Филл Деммел отыграл последнее шоу в составе Vio-lence. Он сообщил что покидает группу по причине занятости в сольном проекте бывшего гитариста Slayer, Керри Кинга, а также, по причине разногласий с Шоном Киллианом.
В конце февраля 2025 года Кристиан Олде Волберс, покинул состав Vio-lence, для того чтобы сосредоточиться на собственных проектах.

## Состав
Текущий состав
- Шон Киллиан — вокал (1986—1993, 2001—2003, 2019—наши дни)
- Ник Суза — ударные, только живые выступления (2024—наши дни)
- Пэт О'Брайан — гитара, только живые выступления (2024—наши дни)
- Макс Мэйхем — гитара, только живые выступления (2024—наши дни)

Бывшие участники
- Фил Деммел — гитара (1985—1993, 2001—2003, 2019—2023)
- Бобби Густафсон — гитара (2020—2022)
- Дин Делл — бас-гитара (1985—1993, 2001—2003, 2019—2020)
- Перри Стрикланд — ударные (1985—1993, 2001—2003, 2019—2023)
- Трой Фуа — гитара (1985—1987, 2001—2003)
- Эдди Билли — бас-гитара (1985)
- Джерри Бирр — вокал (1985—1986)
- Робб Флинн — гитара (1987—1992)
- Марк Хернандес — ударные (1993)
- Стив Шмидт — гитара (2001),(умер в 2021)
- Рэй Вегас — гитара (1991—1994, 2001, 2019—2020)
- Эдриан Агиляр — ударные, живые выступления (2023—2024)
- Айра Блэк — гитара, живые выступления (2022—2024)
- Кристиан Олде Волберс — бас-гитара (2020—2025[9])

## Дискография
| Полноформатные альбомы - Eternal Nightmare (1988) U.S. No. 54 - Oppressing the Masses (1990) U.S. No. 38 - Nothing to Gain (1993) U.S. No. 186 Мини-альбомы - Torture Tactics (1991) U.S. No 154 - They Just Keep Killing (2003) - Let the World Burn (2022) DVD - Blood and Dirt (2006) | Демозаписи - First demo (1986) - Second 1986 demo (1986) - Rough Demo (1988) - 1993 demo (1993) Синглы - Eternal Nightmare (1988) - World in a World (1990) |